# مداحل
مداحل (به عربی: مداحل) روستایی فلسطینی، واقع در ۳۰ کیلومتری شمال شرق صفد بود.